# 정 수공
정 수공(鄭 繻公, ? ~ 기원전 396년, 재위 기원전 422년 ~ 기원전 396년)은 중국 춘추 전국 시대 정나라의 제22대 임금으로, 휘는 태(駘)이다. 정 유공의 아들, 혹은 아우다.

## 사적

### 한나라와의 전쟁
기원전 423년, 한 무자가 정나라에 쳐들어와 임금 정 유공이 죽임을 당하자, 군위에 올랐다.
정 수공 15년(기원전 408년), 한 경후의 침략을 받아 옹구 땅을 빼앗겼다.
정 수공 16년(기원전 407년), 한나라를 공격하여 부서 땅에서 한나라를 패배시켰고, 정 수공 23년(기원전 400년)에는 한나라의 양책 땅을 포위했다.

### 내란, 시해
정 수공 25년(기원전 398년), 재상 사자양을 죽였고, 2년 후(기원전 396년) 자양의 무리에게 시해당했다.